# تیم ملی بسکتبال فلسطین
تیم ملی بسکتبال فلسطین،نماینده فلسطین در مسابقات بین‌المللی بسکتبال است.

## رقابتها
بسکتبال قهرمانی آفریقا
| ۱۹۶۴  | سوم    | ۲ | ۳ |
| ۱۹۷۰  | ششم    | ۱ | ۳ |
| مجموع | ۱ برنز | ۳ | ۶ |

قهرمانی آسیا
| ۲۰۱۵  | دهم | ۴ | ۴ |
| مجموع | -   | ۴ | ۴ |